# Nicola Larini
Nicola Giuseppe Larini (Camaiore, 19 marzo 1964) è un ex pilota automobilistico italiano.
Dopo gli esordi nelle formule minori, culminati con il titolo italiano di Formula 3 nel 1986, corse per vari anni in Formula 1, legando il suo nome alla Ferrari per cui svolse il ruolo di tester e gareggiando occasionalmente, raggiungendo come migliore risultato il secondo posto nel Gran Premio di San Marino 1994. Negli anni in massima serie guidò anche le monoposto di Osella, Coloni, Ligier, Modena Team e Sauber.
Ottenne i suoi successi maggiori nelle gare per vetture turismo, categoria dov'è stato per anni ai vertici internazionali dapprima con Alfa Romeo e poi con Chevrolet. Vanta nel suo palmarès le vittorie del Campionato Italiano Superturismo nel 1992 e del Deutsche Tourenwagen Meisterschaft nel 1993, entrambe su Alfa Romeo 155.

## Carriera

### Gli inizi

Larini in azione a Monza, su Dallara 386 del team Coloni, nel vittorioso campionato 1986 di F3 italiana

Larini ereditò la passione per le corse dall'ambiente familiare, poiché sia il padre sia lo zio Massimo erano stati piloti; quest'ultimo, inoltre, correva nel campionato turismo con l'Alfa Romeo e trovò la morte alla guida della sua 2000 GTAm durante la 24 Ore di Spa del 1973. A 14 anni, Larini cominciò a gareggiare con le motocross, passando poi ai kart e alle formule; partecipò quindi al corso di guida veloce alla scuola di Henry Morrogh a Magione passando a pieno punteggio e risultando il più veloce pilota dell'anno. Si diplomò a pieni meriti anche alla Scuola Federale CSAI a Vallelunga.
Il suo debutto nelle categorie inferiori avvenne nel 1983 in Formula Italia dove vinse all'esordio, poi passò al campionato Formula Fiat Abarth nel 1984 e si impose nella speciale classifica riservata agli esordienti, risultando anche campione Italiano under 23. 
Debuttò nell'ultima gara di Formula 3 lo stesso anno, cogliendo un quarto posto. Nel 1985 corse tutta la stagione in Formula 3 con la Scuderia Coloni e l'anno seguente vinse il titolo Italiano e risultò terzo al Campionato Europeo. Fece anche una breve apparizione in Formula 3000 con una vettura laboratorio di Dallara, ma alla fine della stagione ebbe modo di debuttare in Formula 1 alla guida delle vetture della scuderia di Enzo Coloni.

### Formula 1

#### Gli esordi (1987-1991)

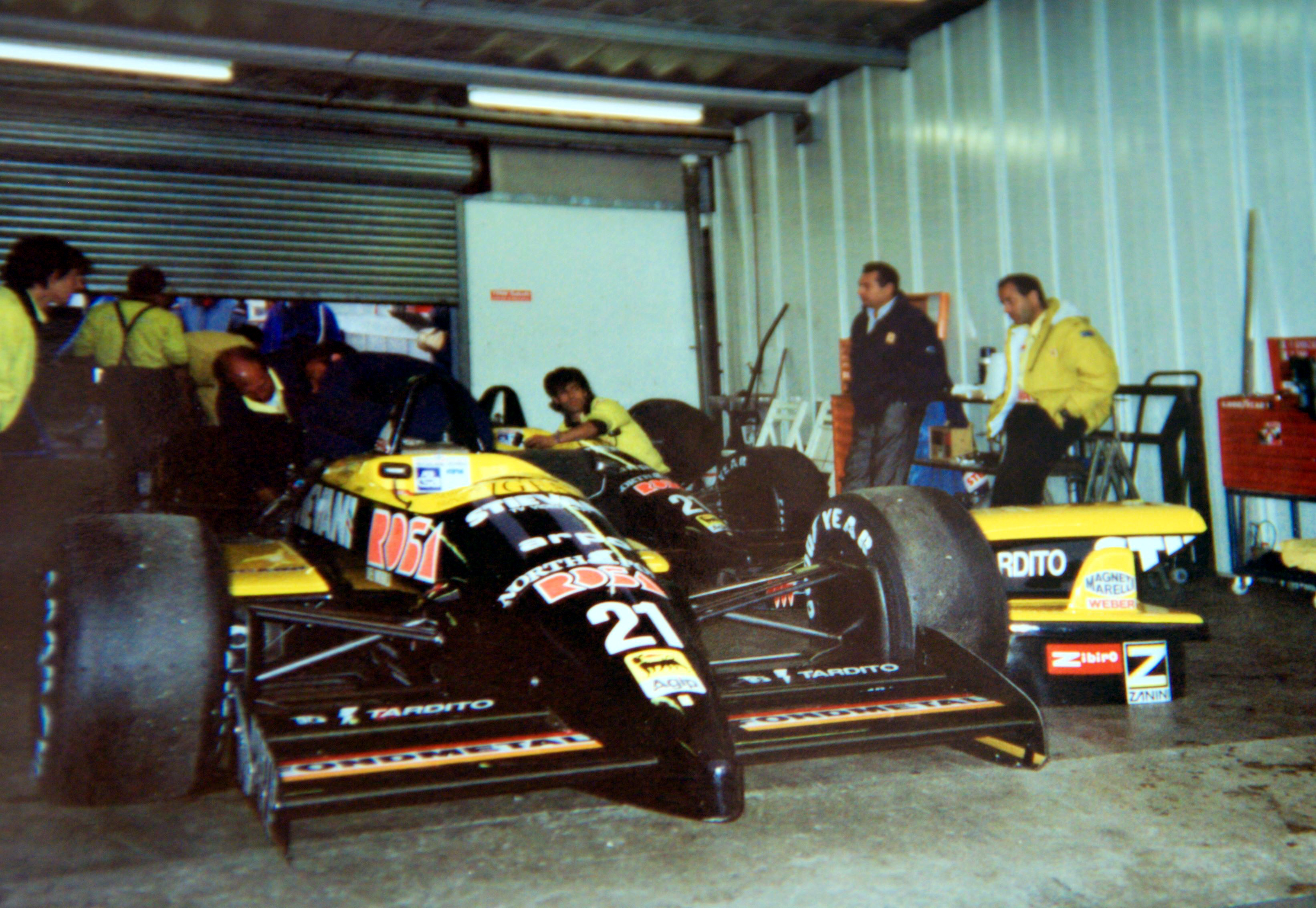
L'Osella di Larini ai box nel Gran Premio di Gran Bretagna 1988

Larini esordì in Formula 1 al Gran Premio d'Italia 1987, al volante della a sua volta debuttante Coloni FC187, non riuscendo però a qualificarsi per la gara di casa a causa di problemi tecnici dell'acerba monoposto umbra.
Seguirono due anni senza soddisfazioni al volante della Osella, fatto salvo il vitruale terzo posto occupato per oltre metà gara al Gran Premio del Canada 1989, finché un guasto tecnico lo costrinse al ritiro. Nel 1989 sembrò potesse, dopo il Gran Premio di San Marino, sostituire temporaneamente Gerhard Berger sulla Ferrari, dopo l'incidente che coinvolse quest'ultimo sul tracciato imolese; ma dopo una serie di test a Fiorano, il pronto recupero dell'austriaco vanificò tale possibilità. 
Nel 1990 corse in Ligier. La vettura francese era affidabile ma poco performante sicché il pilota concluse quasi tutte le gare, inclusi due settimi posti, senza tuttavia raccogliere punti (all'epoca la zona punti era limitata ai primi sei classificati). A fine anno, dopo avere declinato l'offerta di guidare le più competitive Dallara della Scuderia Italia – «sbagliai», come ammetterà a posteriori –, firmò con il neonato Modena Team, squadra semiufficiale della Lamborghini. Alla prima gara ottenne un settimo posto, ma il resto della stagione non fu altrettanto positivo a causa sia della scarsa competitività della vettura, progettata da Mauro Forghieri con cui peraltro Larini mal convisse a livello personale, sia per i gravi problemi finanziari che fin da subito afflissero la scuderia, poi fallita nello stesso anno.

#### Tester in Ferrari (1992-1996)
Tra il 1991 e il 1997 è stato tester ufficiale per la Scuderia Ferrari in Formula 1 e pilota di riserva nei Gran Premi.
Perduta l'occasione di essere pilota titolare di Maranello per la stagione 1992, come compagno di squadra di Ayrton Senna (operazione abortita per diversi motivi dal management della casa del Cavallino), debuttò alla guida di una Rossa nelle ultime due gare di quel campionato, Giappone e Australia, al posto del connazionale Ivan Capelli licenziato dopo il terzultimo Gran Premio; nell'occasione il suo compito principale fu quello di provare nuove soluzioni per le sospensioni attive in vista della stagione 1993.

Larini su Ferrari 412 T1 nel fine settimana del Gran Premio di San Marino 1994

Dopo questo esordio non molto fortunato (la vettura era infatti un "laboratorio" pesante oltre 30 kg in più del minimo consentito), Larini venne richiamato all'inizio del campionato 1994, sostituendo per due gare l'infortunato Jean Alesi alla guida della Ferrari 412 T1: ad Aida il pilota versiliese finì fuori alla prima curva, mentre riuscì a guadagnare i primi punti iridati due settimane dopo conquistando la seconda posizione nel tragico Gran Premio di San Marino (segnato dalle morti di Roland Ratzenberger e Senna), alle spalle della Benetton di Michael Schumacher e davanti alla McLaren di Mika Häkkinen, trovandosi anche a condurre la corsa per 13 giri. Dopo di lui nessun altro pilota italiano è più riuscito a fare punti al volante di una Ferrari in un Gran Premio di Formula 1; inoltre Larini rimane a oggi l'ultimo italiano a essere salito sul podio per la casa di Maranello.
Dopodiché, neanche nel 1996 riuscì a prendere la seconda guida della Rossa, stavolta a favore di Eddie Irvine. Gli fu anche assegnato il progetto di sviluppo e il sedile di prima guida della F50 GT per il campionato GT.

#### Sauber (1997)
Nel 1997, grazie all'intercessione di Jean Todt, venne assunto dalla Sauber per disputare la stagione. Al Gran Premio d'Australia, nonostante avesse alle spalle solo pochi chilometri di test invernali, riuscì a chiudere sesto guadagnando un punto iridato. Il prosieguo del campionato, però, non fu altrettanto soddisfacente: spesso non riusciva a trovare il feeling e l'assetto ideale per la vettura a causa dei pochi test del team; infatti dopo cinque Gran Premi decise di tornare quindi alla Ferrari come terzo pilota. Il Gran Premio di Monaco 1997 fu l'ultimo della sua carriera in massima serie; il bilancio finale della storia di Larini in Formula 1 si chiudeva con 75 presenze, 49 partenze e 26 arrivi, di cui un podio.

### Turismo

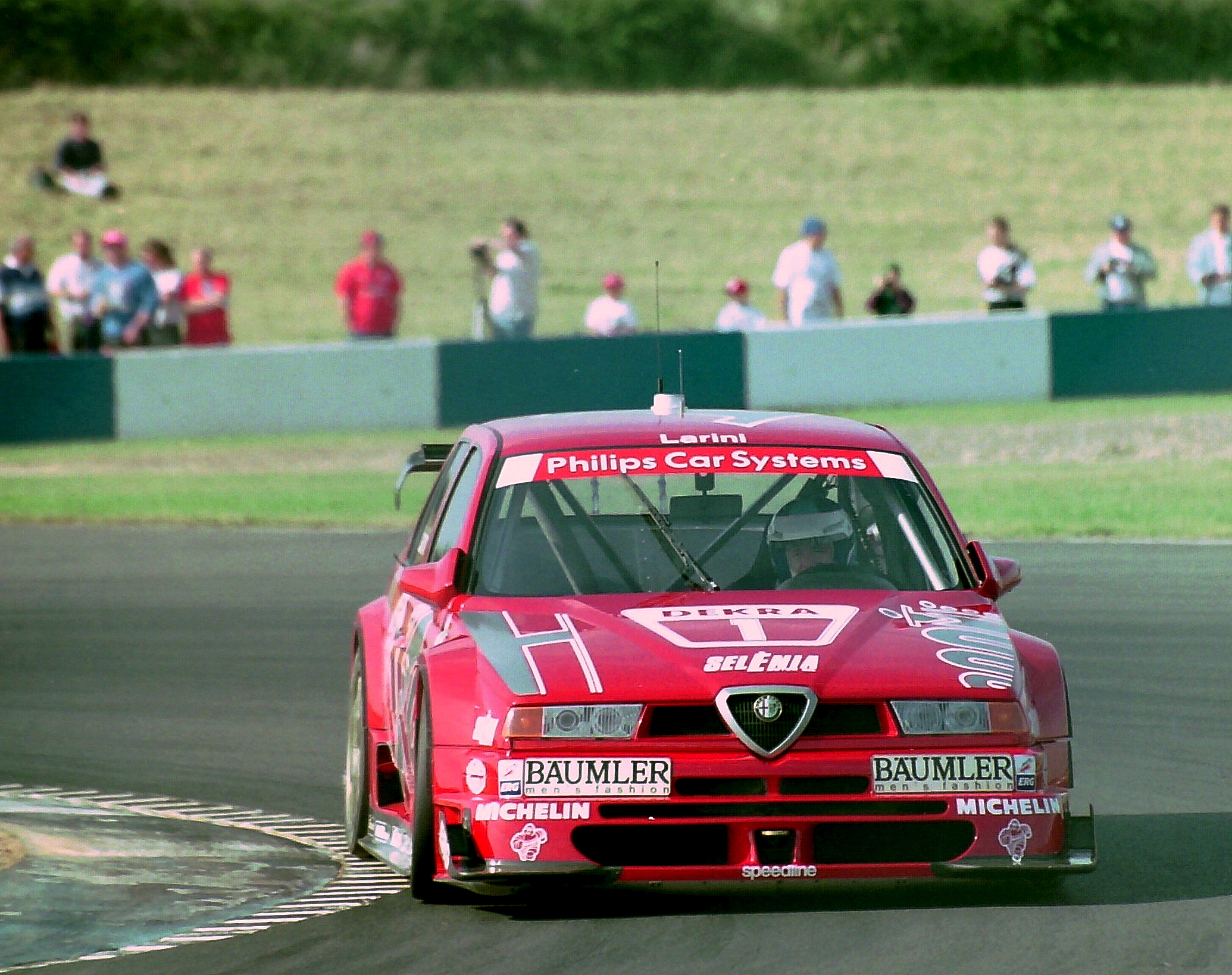
Larini su Alfa Romeo 155 V6 TI a Donington Park nel 1994

I suoi maggiori successi non sono venuti dalla serie maggiore bensì dalle gare di vetture turismo, al volante delle Alfa Romeo. Vinse il Campionato Italiano Superturismo nel 1992 pilotando una 155 GTA.
L'anno seguente la casa di Arese aveva programmato il proprio debutto nel DTM, affidandosi a Larini, Nannini, Danner e Francia come piloti. Al volante di una 155 V6 TI, al debutto il toscano colse la pole position sul circuito di Zolder: in gara, grazie anche alle condizioni di bagnato che favorivano le vetture italiane munite di trazione integrale, Larini si impose in entrambe le manche e si portò immediatamente in testa al campionato. Dopo aver ottenuto due piazzamenti sul circuito corto dell'Hockenheimring, rafforzò la sua leadership trionfando al Nürburgring dove vinse entrambe le gare sul leggendario tracciato del Nordschleife. Seguirono quattro vittorie consecutive, di cui una ottenuta rimontando dalla quattordicesima posizione, e Larini segnò il record di successi stagionali nel DTM, poi migliorato con due ulteriori successi. A Berlino, nel penultimo appuntamento del campionato riuscì infine a laurearsi campione. In quello stesso anno giunse secondo nella Coppa del Mondo FIA riservata a vetture Superturismo, disputata a Monza.
Nel 2004 venne richiamato dalla Ferrari per alcuni test per lo sviluppo della Maserati MC12.
Dopo molti anni alla guida della Alfa Romeo, nel 2005 Larini venne messo sotto contratto dalla Chevrolet, al debutto nel Campionato del mondo turismo. Lo sviluppo della Chevrolet Lacetti era, però, iniziato in ritardo e lo stesso motore era meno performante delle aspettative. Le aspettative del pilota erano quindi di recuperare il gap con le scuderie di vertice e inserirsi nella lotta per le prime posizioni entro fine stagione. Nei fatti Larini non andò oltre un quarto posto e chiuse l'annata al sedicesimo posto, davanti ai compagni di squadra. 

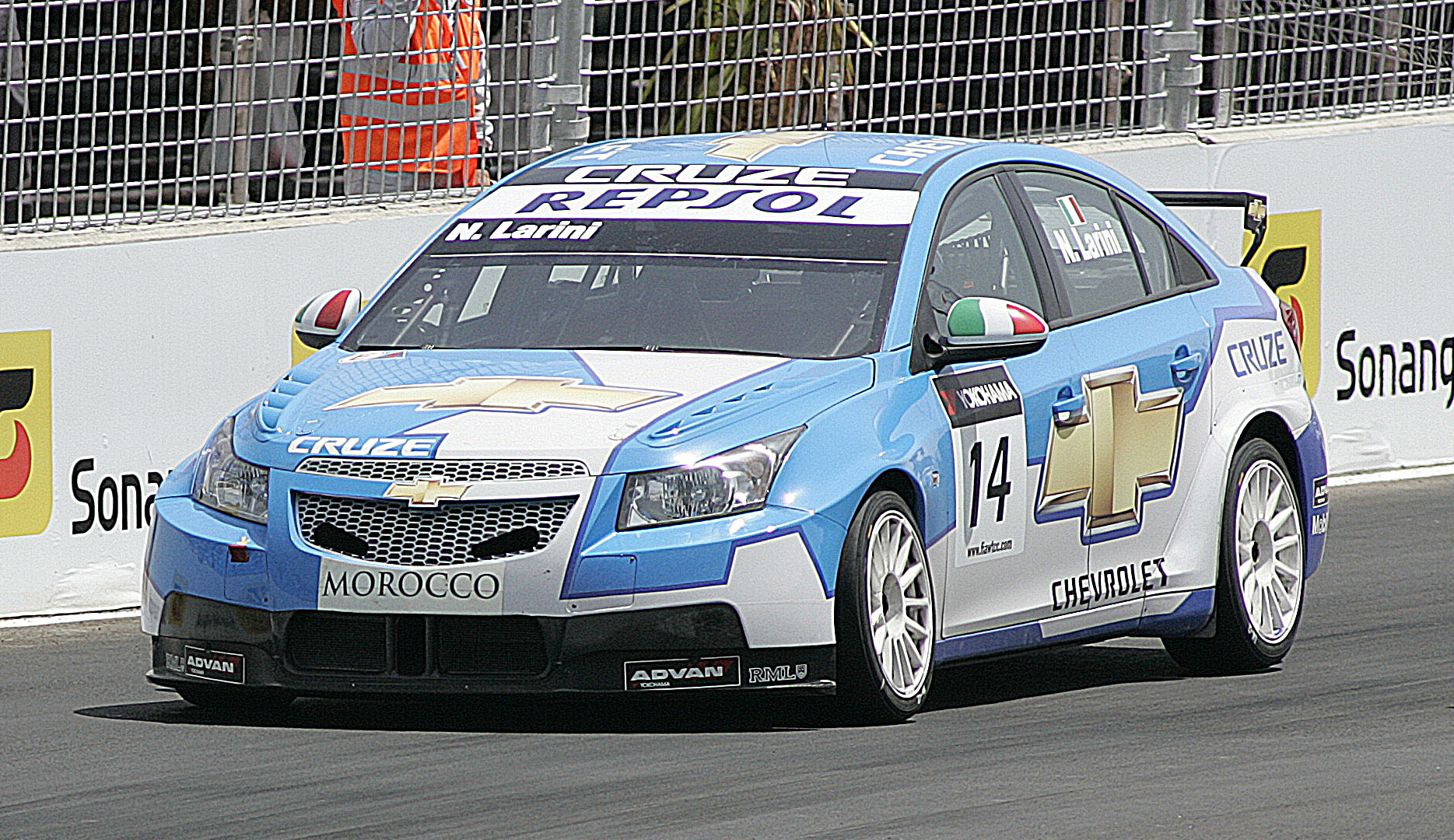
Larini su Chevrolet Cruze a Marrakesh nel 2009

Nel 2006 conquistò per due volte il terzo posto, mentre nella stagione 2007 segnò 5 secondi posti, lottando per il titolo fino all'ultima gara e chiudendo il campionato quarto a pari merito. L'ultimo successo arrivò nel mondiale 2009 con la Chevrolet Cruze in Marocco e poi dopo la conclusione del campionato, con la vittoria al Motor Show di Bologna (vittoria bissata l'anno successivo). Al termine del campionato 2009 ha annunciato il suo ritiro definitivo dal campionato WTCC indirizzandosi verso le gare GT; chiude così il sodalizio con il team Chevrolet RML durato per un lustro. Larini chiude l'anno con una vittoria all'esordio nella serie GT LMS Winter Series con una Ferrari F430 GT2.
Nel 2012 ha partecipato alla 24 Ore del Nürburgring, in squadra con Fabrizio Giovanardi e Manuel Lauck nel team Global Partner Enterprise Sa, con una Ferrari P4/5, vincendo la categoria E1-XP Hybrid e arrivando dodicesimo nella classifica generale assoluta. Nel 2017, invitato come ospite, partecipa e vince a Imola alla gara finale prova del Campionato Lotus Cup. L'anno seguente prende parte ad alcune gare di VLN oltre a partecipare nuovamente alla 24 Ore del Nürburgring con la squadra ufficiale Hyundai al volante della i30 TCR, giungendo secondo di categoria. 
La sua ultima partecipazione a una gara internazionale è alla prova di campionato italiano GT del Mugello, sempre nel 2018, al volante di una Bentley Continental del Team Petri Corse, in coppia con Alessandro Caffi. Da allora Larini segue la carriera del figlio Davide nei kart; inoltre dal 2010 gestisce un'attività in Versilia dedicata alla mobilità elettrica.

## Risultati

### Risultati completi in Formula 1
| 1987 | Scuderia | Vettura |  |  |  |  |  |  |  |  |  |  |    |  |     |  |  |  |  | Punti | Pos. |
| ---- | -------- | ------- |  |  |  |  |  |  |  |  |  |  | -- |  | --- |  |  |  |  | ----- | ---- |
| 1987 | Coloni   | FC187   |  |  |  |  |  |  |  |  |  |  | NQ |  | Rit |  |  |  |  | -     | -º   |

| 1988 | Scuderia | Vettura     |    |    |   |    |    |     |     |    |     |     |     |     |    |     |     |     |  | Punti | Pos. |
| ---- | -------- | ----------- | -- | -- | - | -- | -- | --- | --- | -- | --- | --- | --- | --- | -- | --- | --- | --- |  | ----- | ---- |
| 1988 | Osella   | FA1I e FA1L | NQ | SQ | 9 | NQ | NQ | Rit | Rit | 19 | Rit | NPQ | Rit | Rit | 12 | Rit | Rit | NPQ |  | -     | -º   |

| 1989 | Scuderia | Vettura |    |    |     |     |     |     |     |     |     |     |     |     |     |     |     |     |  | Punti | Pos. |
| ---- | -------- | ------- | -- | -- | --- | --- | --- | --- | --- | --- | --- | --- | --- | --- | --- | --- | --- | --- |  | ----- | ---- |
| 1989 | Osella   | FA1M    | SQ | 12 | NPQ | NPQ | NPQ | Rit | NPQ | Rit | NPQ | NPQ | NPQ | Rit | NPQ | Rit | Rit | Rit |  | -     | -º   |

| 1990 | Scuderia | Vettura |     |    |    |     |     |    |    |    |    |    |    |    |    |   |   |    |  | Punti | Pos. |
| ---- | -------- | ------- | --- | -- | -- | --- | --- | -- | -- | -- | -- | -- | -- | -- | -- | - | - | -- |  | ----- | ---- |
| 1990 | Ligier   | JS33B   | Rit | 11 | 10 | Rit | Rit | 16 | 14 | 10 | 10 | 11 | 14 | 11 | 10 | 7 | 7 | 10 |  | -     | -º   |

| 1991 | Scuderia | Vettura |   |     |     |     |     |     |     |     |     |    |    |    |    |    |    |     |  | Punti | Pos. |
| ---- | -------- | ------- | - | --- | --- | --- | --- | --- | --- | --- | --- | -- | -- | -- | -- | -- | -- | --- |  | ----- | ---- |
| 1991 | Modena   | 291     | 7 | NPQ | NPQ | NPQ | NPQ | NPQ | NPQ | NPQ | Rit | 16 | NQ | 16 | NQ | NQ | NQ | Rit |  | -     | -º   |

| 1992 | Scuderia | Vettura |  |  |  |  |  |  |  |  |  |  |  |  |  |  |    |    |  | Punti | Pos. |
| ---- | -------- | ------- |  |  |  |  |  |  |  |  |  |  |  |  |  |  | -- | -- |  | ----- | ---- |
| 1992 | Ferrari  | F92 A   |  |  |  |  |  |  |  |  |  |  |  |  |  |  | 12 | 11 |  | -     | -º   |

| 1994 | Scuderia | Vettura |  |     |   |  |  |  |  |  |  |  |  |  |  |  |  |  |  | Punti | Pos. |
| ---- | -------- | ------- |  | --- | - |  |  |  |  |  |  |  |  |  |  |  |  |  |  | ----- | ---- |
| 1994 | Ferrari  | 412 T1  |  | Rit | 2 |  |  |  |  |  |  |  |  |  |  |  |  |  |  | 6     | 14º  |

| 1997 | Scuderia | Vettura |   |    |     |   |     |  |  |  |  |  |  |  |  |  |  |  |  | Punti | Pos. |
| ---- | -------- | ------- | - | -- | --- | - | --- |  |  |  |  |  |  |  |  |  |  |  |  | ----- | ---- |
| 1997 | Sauber   | C16     | 6 | 11 | Rit | 7 | Rit |  |  |  |  |  |  |  |  |  |  |  |  | 1     | 19º  |

| Legenda | 1º posto     | 2º posto | 3º posto    | A punti         | Senza punti/Non class.  | Grassetto – Pole position Corsivo – Giro più veloce |
| Legenda | Squalificato | Ritirato | Non partito | Non qualificato | Solo prove/Terzo pilota | Grassetto – Pole position Corsivo – Giro più veloce |

### Campionati vinti
- 1984 - Campione Italiano under 23 Formula Fiat Abarth
- 1986 - Campione Italiano Formula 3
- 1992 - Campione Italiano Superturismo su Alfa Romeo 155 GTA turbo
- 1993 - Campione Tedesco Turismo DTM su Alfa Romeo 155 V6 TI

### Gare vinte
- 1983 - 1 -Autodromo Magione - Formula Italia
- 1984 - 3 -Varano - Vallelunga - Misano formula fiat Abarth
- 1985 - 2 -Mugello - Monza - F3
- 1986 - 6 -Monza (3) - Pergusa - Mugello - Vallelunga - F3
- 1987 - 3 -Mugello - Monza - Misano su Alfa Romeo 75 Turbo Superturismo
- 1988 - 6 -Mugello - Monza - Vallelunga - Pergusa - Varano - Magione su Alfa Romeo 75 Turbo Superturismo
- 1989 - 5 -Varano - Monza - Pergusa - Vallelunga - Misano su Alfa Romeo 75 Turbo Superturismo
- 1990 - 2 -Mugello - Pergusa Alfa Romeo 75 Turbo Superturismo
- 1991 - 3 -Misano - Vallelunga - Monza su Alfa Romeo 75 Turbo Superturismo
- 1992 - 9 Monza - Varano - Binetto - Pergusa - Mugello - Magione - Misano - Vallelunga - Pergusa su Alfa Romeo 155 GTA turbo
- 1993 - 11 -Zolder (2) Nürburgring - Wunstorf - Nordschleife (2) - Norisring (2) - Donington Park - Diepholz - Singen su Alfa Romeo 155 V6 TI
- 1994 - 4 -Nürburgring - Norisring - Singen(2) su Alfa Romeo 155 V6 TI
- 1995 - 2 -Helsinki  - Mugello - su Alfa Romeo 155 V6 TI
- 1996 - 2 -Mugello - Interlagos su Alfa Romeo 155 V6 TI
- 1998 - 4 -Monza - Vallelunga (2) - Misano - su Alfa Romeo 156 GTA
- 1999 - 3 -Misano - Varano - Vallelunga - Alfa Romeo 156 GTA
- 2001 - 3 -Monza - Brno - Nürburgring su Alfa Romeo 156 GTA
- 2002 - 4 -Silverstone - Jarama - Anderstorp Spa-Francorchamps su Autodelta Alfa Romeo 156 GTA
- 2003 - 1 -Anderstorp su Autodelta Alfa Romeo 156 GTA
- 2007 - 1 -Motor Show Bologna su Chevrolet Lacetti
- 2008 - 1 -Motor Show Bologna su Chevrolet Lacetti
- 2009 - 2 -Marrakech Chevrolet Cruze - Circuito di Le Castellet Ferrari 430 GT2